# آيت لحسن اسعيد أزغار (موحى أوحمو الزياني)
آيت لحسن اسعيد أزغار هي إحدى مشيخات المملكة المغربية، تتبع جغرافيا لإقليم خنيفرة وإداريًا لموحى أوحمو الزياني. يقدر عدد سكانها بـ 5956 نسمة حسب الإحصاء الرسمي للسكان والسكنى لسنة 2004.